# Leone Orsini
Leone Orsini (Roma, 1512 – Fréjus, 11 maggio 1564) è stato un vescovo cattolico e letterato italiano.

## Biografia
Era figlio di Ottavio Orsini di Monterotondo e di Porzia Orsini di Pitigliano, ed ebbe come padrino papa Leone X, dal quale ebbe come omaggio il nome.
Iniziò gli studi a Roma e li proseguì a Padova, dove divenne cultore delle lettere.
Venne nominato nel 1525 vescovo di Fréjus e nel 1531 abate Commendatario dell'Abbazia di Pomposa.
Nel 1540 fondò a Padova l'Accademia degli Infiammati. Nel 1546 partecipò alla seconda sessione del Concilio di Trento. Nel 1562 divenne proprietario, per testamento del padre, di tutti i beni dei fratelli Arrigo e Francesco. 
Morì nel 1564 a Fréjus.

## Genealogia episcopale
La genealogia episcopale è:
- Vescovo Andrea Novelli
- Cardinale Giovanni Stefano Ferrero
- Cardinale Bonifacio Ferrero
- Cardinale Rodolfo Pio
- Vescovo Leone Orsini